# Wolfgang Anheisser
Wolfgang Anheisser, né le 1er décembre 1929 à Cologne et mort le 5 janvier 1974 à Cologne, est un chanteur d'opéra baryton allemand.

## Biographie
Anheisser prend ses premières leçons de chant auprès de sa mère, cantatrice d'opéra. Son père, Siegfried Anheisser, est musicologue et spécialiste de Mozart. Après son baccalauréat (Abitur en allemand), il entre à l'Université de musique de Fribourg où il étudie notamment auprès de Fritz Harlan. Il est ensuite au conservatoire Verdi de Milan puis de 1955 à 1960 à Johannesbourg en Afrique du Sud auprès d'Anni Hartmann; il y étudie aussi la musicologie, les lettres allemandes et anglaises.
Après son retour en Allemagne en 1961, il se produit sur de nombreuses scènes d'opéra allemandes. Il fait ses débuts dans le rôle de Nardo dans La finta giardiniera de Mozart. Sa scène préférée est celle du Deutsche Staatsoper Unter den Linden, à Berlin, et le rôle dans lequel il excelle est le rôle-titre du Barbier de Séville. Il est habitué du festival de Salzbourg et se produit aussi en Europe.
Il meurt d'un accident à l'opéra de Cologne. Lors d'une représentation de l'opérette Der Bettelstudent, où il chantait le rôle de l'étudiant Jan, il est tombé d'un balcon sur la scène. Il est inhumé au Melaten-Friedhof de Cologne.

## Hommages
- Il existe depuis 2009 à Cologne une Wolfgang-Anheisser-Straße.
- L'opéra de Cologne lui dédie un événement mémoriel pour son 80e anniversaire.

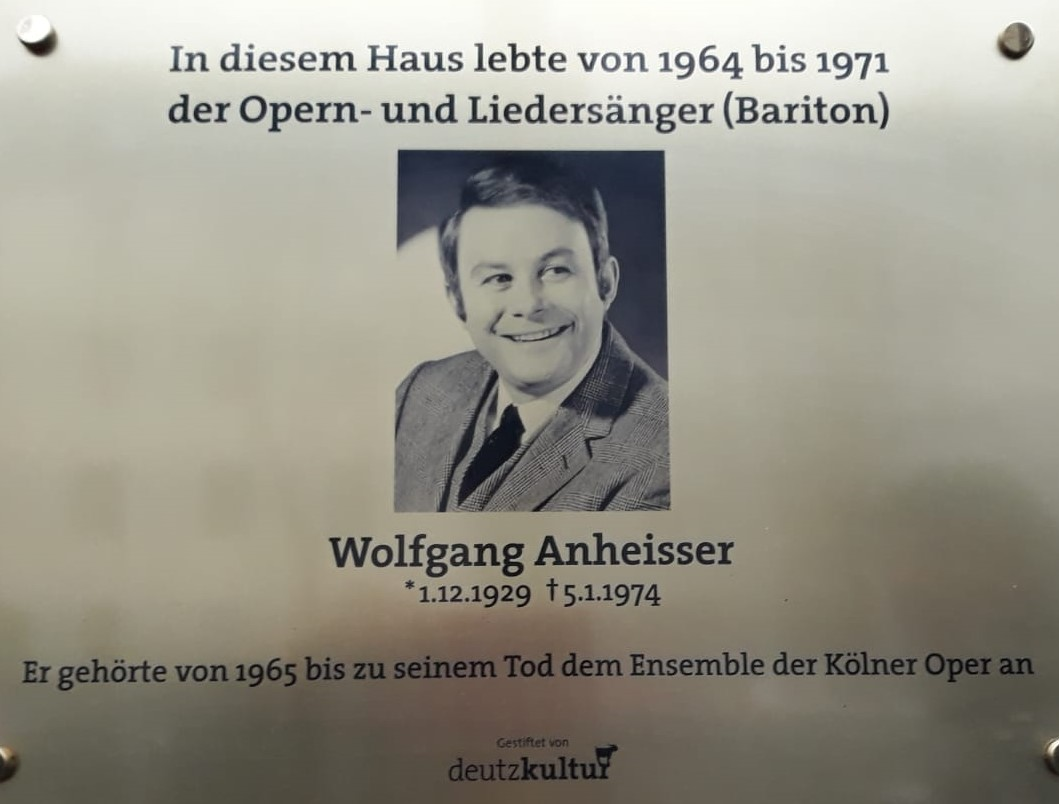
Plaque en hommage à Wolfgang Anheisser, Gotenring Köln-Deutz

- Une plaque est dévoilée en 2019 pour son 90e anniversaire sur la façade de sa demeure à Cologne dans le quartier de Deutz (Gotenring 17)[3].